# Lubuk Puding Baru
Lubuk Puding Baru is een bestuurslaag in het regentschap Empat Lawang van de provincie Zuid-Sumatra, Indonesië. Lubuk Puding Baru telt 448 inwoners (volkstelling 2010).